# Hr.Ms. Middelburg (1986)
De Hr.Ms. Middelburg (M 858) is een Nederlandse mijnenjager van de Alkmaarklasse en het elfde schip, bij de Nederlandse marine, dat vernoemd is naar de Zeeuwse hoofdstad Middelburg. Het schip is gebouwd door de scheepswerf Van der Giessen de Noord in Alblasserdam.
Het wapen van de Middelburg is gebaseerd op het wapen van de stad Middelburg en omvat een open burcht van goud op een rode achtergrond.
Na uitdienststelling in 2011, in verband met bezuinigingen, werd het schip samen het de Hr.Ms. Maassluis (1984) te koop gezet en in april 2019 opgelegd in het Natte Dok van de marinewerf in Den Helder. De mijnenjagers werden in 2019 verkocht aan Bulgarije, omdat ze zijn gemaakt van polyester en dat is niet te recyclen. Dat verklaart ook mede de lage verkoopprijs, van nog geen twee miljoen euro.